# Guillaume de Vaudrey
Guillaume de Vaudrey, né vers 1415  et décédé à Luxeuil en 1479 est un chef militaire, diplomate et chevalier franc-comtois (dit « bourguignon » à l'époque) au service du duc-comte de Bourgogne. Il est connu notamment, pour avoir été le défenseur de Vesoul lors de son siège de 1477. Il est l'oncle de Claude de Vaudrey.

## Biographie

### Carrière sous l'état bourguignon

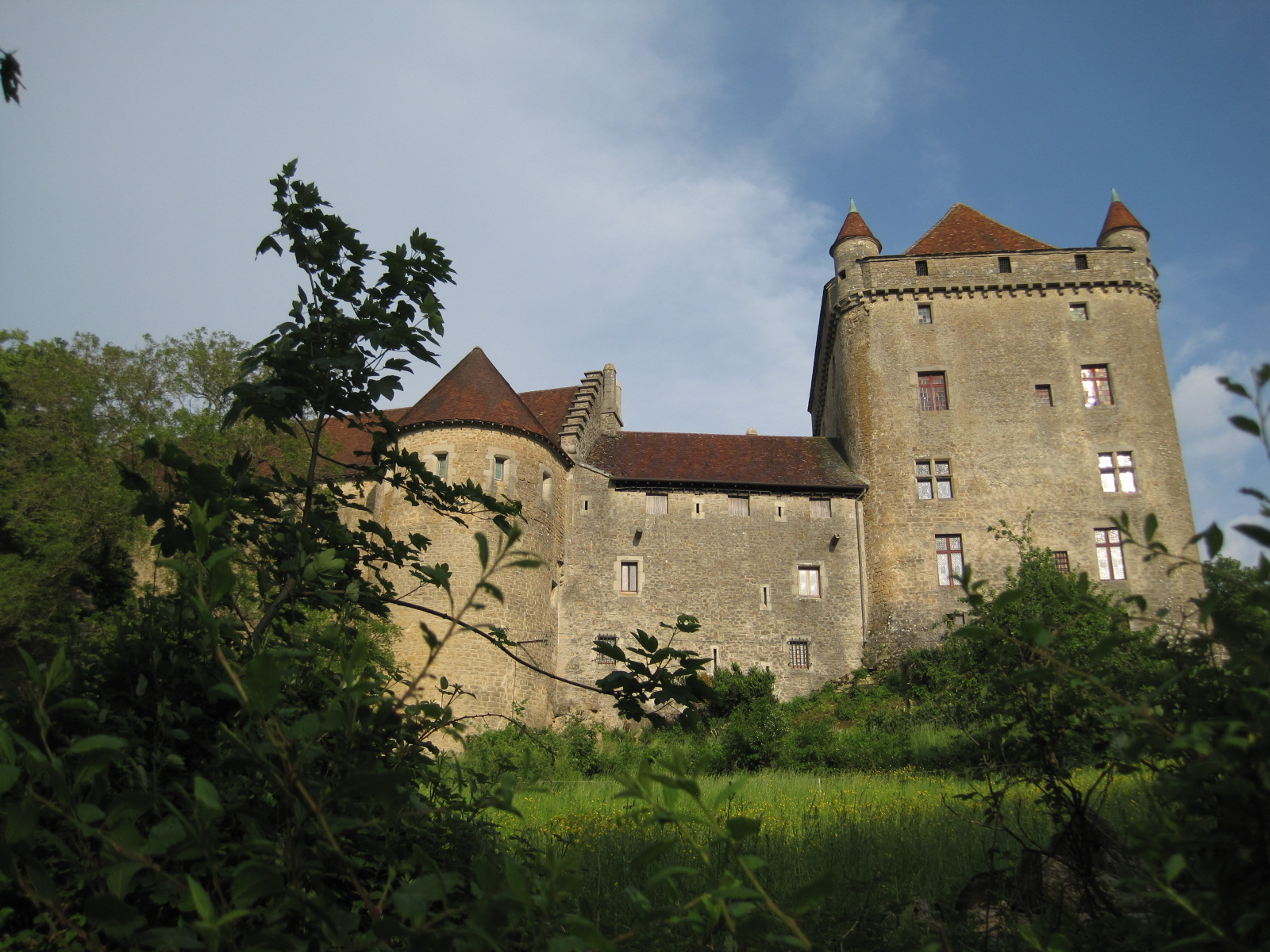
Château du Pin

Guillaume de Vaudrey naît vers 1415 dans une illustre famille comtoise originaire de Mont-sous-Vaudrey  au service des ducs-comtes de Bourgogne. Il est le fils de Jean de Vaudrey, chambellan de Jean sans peur, et de Jeanne de Fromentes.
Les premières traces de Guillaume remontent à 1432 où il est signalé parmi les capitaines de 500 hommes qui, sous Pierre de Bauffremont de Charny, tiennent campagne entre Semur et Châtillon-sur-Seine pour protéger la Bourgogne contre les courses des Armagnacs.
En 1441, il est capitaine de Villaines-en-Duesnois. En janvier 1445, il achète à Guillaume de Vienne, pour 1 800 saluts d’or, le château et la seigneurie du Pin. En 1448, il se marie avec Marguerite de Villers-La-Faye.
Il devient ensuite ambassadeur des États bourguignons en France et en Italie jusqu'en 1449. À l'issue de ses missions diplomatiques, il est fait conseiller et chambellan du duc de Bourgogne, puis bailli d’Aval, qui correspond plus ou moins à l'actuel Jura. Il entreprend ensuite un voyage en Terre sainte en 1453. L'année suivante à Lille, il participe au vœu du faisan.
À cette époque, il est victorieux et le favori de nombreux tournois et pas d'armes, comme à Auxonne où à Marsannay où en 1443 il est cité dans une chanson composée pour célébrer les participants et leurs exploits. Mais aussi, au célèbre pas d'armes de l'Arbre d'Or à Bruges en 1468.

### Chef de la révolte comtoise
Les Vaudrey, comme beaucoup de Comtois, restent fidèles à la princesse Marie de Bourgogne fille de Charles le téméraire. Leur fidélité se manifestera au moment des guerres de Louis XI à partir de 1477. Cette année là, Guillaume et son neveu Claude de Vaudrey sont à la tête de la résistance contre l’annexion. Lors de l'invasion française, il est chargé de la défense la ville de Vesoul. En large infériorité numérique, il parvient à chasser les Français et les mettre en déroute, en utilisant un stratagème spectaculaire. En pleine nuit du 17 mars, il dispose ses hommes autour du camp français et à l'aide de flambeaux, fait croire à ces derniers qu'ils sont encerclés par une armée de renfort, supérieure en nombre. Les Français lèvent le camp dans la panique et refluent en désordre sur Gray, où se situe le quartier-général français  
Fort de son succès, il s'empare peu après, avec l'aide de son neveu, de Rochefort, puis organise l'attaque de Gray en octobre suivant. Là encore il fait preuve d’ingéniosité en attaquant à la nuit tombée en plein orage. La garnison française commandée par Jean Salazar, est totalement prise par surprise. L’opération est un grand succès : la ville est reprise aux Français le lendemain.
En juillet de l'année suivante, il participe aux offensives comtoises dans le Charolais, avec Simon de Quingey et le sire de Cottebrune; il tente de reprendre la ville de Beaune aux Français. Mais ces derniers ayant été prévenus, les Comtois échouent et Guillaume est fait prisonnier à Verdun par Charles d'Amboise.
En 1479 lors de la nouvelle invasion française, Guillaume de Vaudrey est chargé de la défense de la cité de Faucogney. Malgré une résistance énergique, la ville tombe et il est à nouveau fait prisonnier. Pour servir d'exemple aux autres nobles comtois révoltés, il est décapité sur ordre de Louis XI, à Luxeuil.
Le ralliement de la famille de Vaudrey à Marie de Bourgogne et à son mari Maximilien aura pour conséquence la confiscation de leurs biens. Ils ne les récupéreront qu'après le traité de Senlis en 1493.

### Tombe et épitaphe

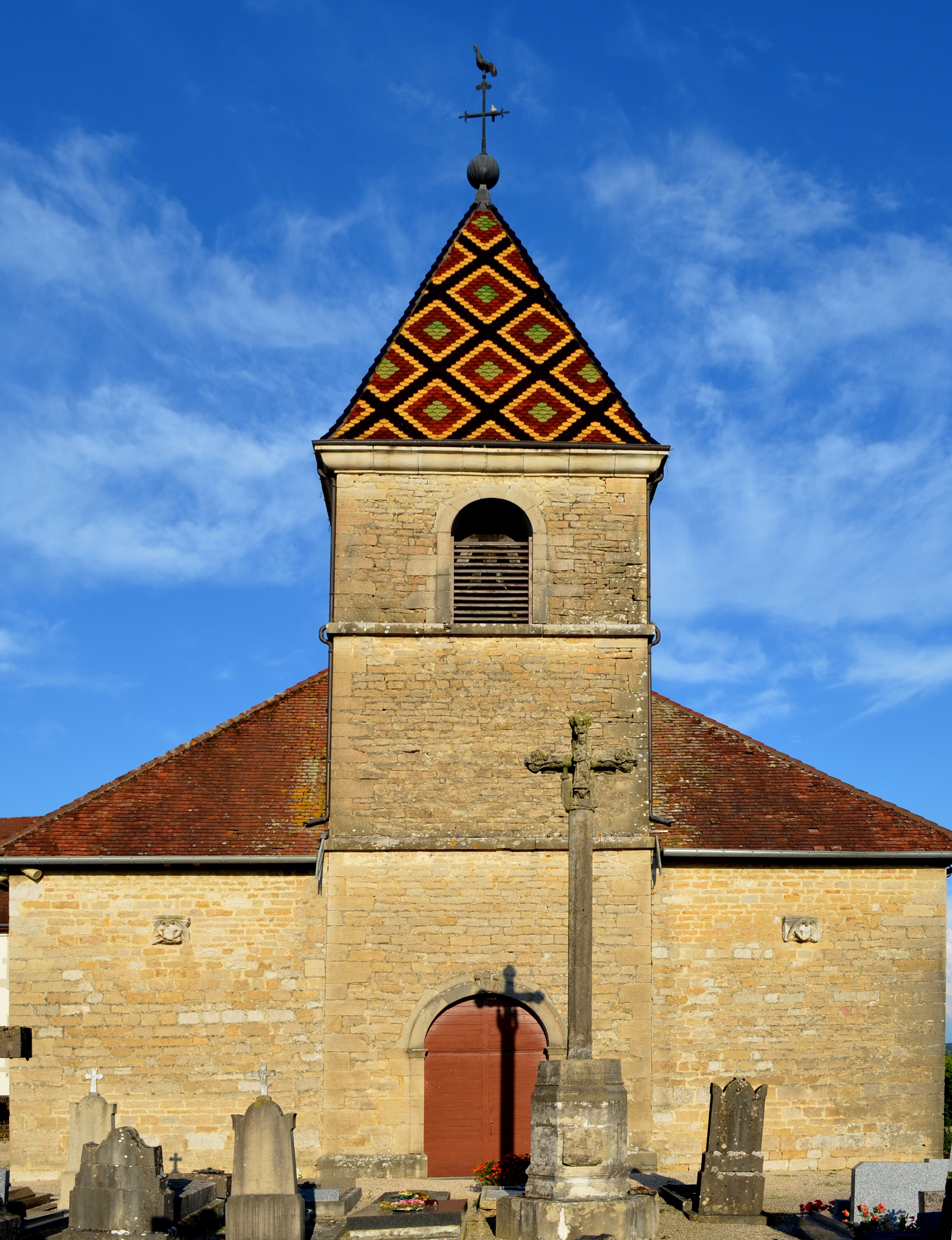
Église de l'Assomption de Courlaoux où se situe la tombe de Guillaume de Vaudrey

La tombe de Guillaume de Vaudrey et de son épouse Marguerite de Villers La Faye est visible dans la petite église de l'Assomption de Courlaoux (classée monument historique). Sur la tombe située dans l'église:
| CY GISENT MESS. GUILLAUME DE VAULDREY SEIGNEUR DE COURLAOUZ & DU PIN CONSEILLER & CHAMBELLAN DE MONS. LE DUC ET SON BAILLY D'AVAL ET DAME MARGUERITE DE VILLERS SA FEME - DIEU NOTRE DAME MONS. SAINT MICHEL MONS. SAINT GUILLAUME MONS. SAINT.CLAUDE ET TOUTE LA COURT DU PARADIS AYENT MERCY DE LEURS PAUVRES ÂMES AMEN. |

## Titres
Guillaume était Chevalier, mais aussi: Seigneur de Boutavant et de Crilla, de Courlaoux, du Pin, de Ruffey et Nance.